# Alfredo Ottaviani
Alfredo Ottaviani (Rome, 29 oktober 1890 – Vaticaanstad, 3 augustus 1979) was een Italiaans kardinaal.
Paus Pius XII creëerde hem kardinaal in 1953. Hij diende als Secretaris van het Heilig Officie van 1959 tot 1966. Toen dit dicasterie door Paus Paulus VI omgevormd werd tot de Congregatie voor de Geloofsleer, werd hij hiervan tot 1968 de Pro-Prefect. Ottaviani was een vooraanstaand man binnen de Kerk en de aanvoerder van de behoudende vleugel tijdens het Tweede Vaticaans Concilie (1962 - 1965). Als voorzitter van de theologische commissie was hij betrokken bij het opstellen van de ontwerpteksten van het concilie. Tijdens zijn pleidooi op het concilie om de liturgie met de nodige omzichtigheid te behandelen overschreed hij de voorgeschreven limiettijd van tien minuten. Toen kardinaal Alfrink de microfoon liet afsnijden werd dit met applaus ontvangen. De vernederde kardinaal bleef twee weken weg van het concilie maar hervatte daarna onverstoorbaar zijn werk..

## Leven
Ottaviani werd geboren als zoon van een bakker. Hij studeerde bij de Fratres Scolarum Christianorum, het Pauselijke Seminarie en aan het Pauselijk Athenauem Sint Appolinarius. Daar promoveerde hij tot doctor in de filosofie en theologie. Hij werd op 18 maart 1916 tot priester gewijd. In maart 1922 trad hij in dienst bij de Romeinse Curie om persoonlijk secretaris te worden van de nieuw gekozen Paus Pius XI. In 1928 verhuisde hij naar het Staatssecretariaat, waar hij substituut werd bij de sectie Buitengewone kerkelijke aangelegenheden. In die hoedanigheid was Ottaviani betrokken bij de totstandkoming van het Verdrag van Lateranen (1929).
Op 12 januari 1953 werd hij verheven tot kardinaal-diaken en tot titularis van de Santa Maria in Domnica. In 1959 volgde zijn benoeming tot secretaris van het Heilig Officie. In 1962 werd hij titulair aartsbisschop van Berrhoea. Hij ontving zijn bisschopswijding uit handen van Paus Johannes XXIII. Tijdens het Concilie was hij een van de conservatieve aanvoerders, met de Franse bisschop Marcel Lefebvre als trouwe bondgenoot. Hij kwam tijdens het Concilie meermaals in aanvaring met meer progressieve collega's. Zo had hij een felle woordenwisseling met kardinaal Augustin Bea over de Godsdienstvrijheid.
Zelden was een bisschop zijn wapenspreuk 'Semper idem' (Altijd hetzelfde) meer op het lijf geschreven als bij Ottaviani. De kardinaal stond erom bekend dat hij in volkswijken als Trastevere zich met grote pastorale bekommernis aan de arbeidersjeugd wijdde. In Rome is een belangrijke toegangsweg naar het Vaticaan naar Ottaviani vernoemd: de Via Ottaviani.